# 322912 Jedlik
322912 Jedlik è un asteroide della fascia principale. Scoperto nel 2002, presenta un'orbita caratterizzata da un semiasse maggiore pari a 2,1998617 UA e da un'eccentricità di 0,1355647, inclinata di 3,53355° rispetto all'eclittica.